# Tlayucan
Tlayucan és una pel·lícula mexicana de 1962 dirigida per Luis Alcoriza, basada en la novel·la de Jesús Murciélago Velázquez. Va ser nominada als premis Óscar a millor pel·lícula estrangera.

## Argument
Desesperat per la malaltia del seu fill, el pagès Eufemio roba una perla de la imatge de Santa Lucia a l'església del poble. Uns turistes fotografien el robatori i Eufemio està a punt de ser linxat pels seus veïns. La perla desapareix empassada per un dels porcs que cria Chabela, la dona d'Eufemio. La intervenció de don Tomás salva a Eufemio, encara que la perla no apareix. Temps després la perla apareix a la casa de Eufemio trobada per la seva esposa. La pèrdua de la perla repercuteix en el bé general dels habitants del poble. Al final la perla és retornada sense que ningú s'assabenti i es diu que va ser un miracle.

## Repartiment
- Julio Aldama…. Eufemio Zárate
- Norma Angélica Ladrón de Guevara…. Chabela
- Jorge Martínez de Hoyos…. cura Aurelio
- Andrés Soler…. don Tomás Cruz
- Anita Blanch…. Prisca
- Noé Murayama…. Matías
- Dolores Camarillo "Fraustita"…. Dolores
- Pancho Córdova…. sacristán
- Juan Carlos Ortiz…. Nico
- Antonio Bravo…. doctor
- José Chávez Trowe…. don Pedro
- Eric del Castillo…. Doroteo
- Amado Zumaya…. Máximo
- Manuel Dondé…. mendigo ciego
- Yolanda Ortiz.... turista
- Ángel Merino…. turista
- Manuel Vergara…. turista
- Janet Alcoriza…. turista
- Jeanne Buñuel…. turista

## Recepció
Aquest film ocupa el lloc 48 dins de la llista de les 100 millors pel·lícules del cinema mexicà, segons l'opinió de 25 crítics i especialistes del cinema a Mèxic, publicada per la revista Somos en juliol de 1994.